# Moldávia nos Jogos Olímpicos de Inverno de 2006
A Moldávia mandou 7 competidores para os Jogos Olímpicos de Inverno de 2006, em Turim, na Itália. A delegação não conquistou nenhuma medalha.

## Desempenho

### Biatlo
| Atleta               | Evento                    | Final    | Final | Final |
| Atleta               | Evento                    | Tempo    | Pen.  | Pos.  |
| -------------------- | ------------------------- | -------- | ----- | ----- |
| Valentina Ciurina    | Velocidade feminino       | 30:04.2  | 4     | 81    |
| Elena Gorohova       | Velocidade feminino       | 26:23.9  | 2     | 68    |
| Mihail Gribusencov   | Velocidade masculino      | 32:17.6  | 2     | 82    |
| Mihail Gribusencov   | Individual masculino      | DNS      | DNS   | DNS   |
| Natalia Levtchenkova | Velocidade feminino       | 24:32.2  | 1     | 41    |
| Natalia Levtchenkova | Perseguição feminino      | 41:36.19 | 2     | 23    |
| Natalia Levtchenkova | Largada coletiva feminina | 44:21.8  | 2     | 21    |
| Natalia Levtchenkova | Individual feminino       | 52:11.7  | 2     | 8     |

### Esqui cross-country
| Atleta         | Evento                          | Preliminares | Preliminares | Quartas     | Quartas     | Semifinal   | Semifinal   | Final       | Final |
| Atleta         | Evento                          | Total        | Pos.         | Total       | Pos.        | Total       | Pos.        | Total       | Pos.  |
| -------------- | ------------------------------- | ------------ | ------------ | ----------- | ----------- | ----------- | ----------- | ----------- | ----- |
| Ilie Bria      | Velocidade individual masculino | 2:42.30      | 77           | Não avançou | Não avançou | Não avançou | Não avançou | Não avançou | 77    |
| Elena Gorohova | Velocidade individual feminino  | 2:31.61      | 62           | Não avançou | Não avançou | Não avançou | Não avançou | Não avançou | 62    |

### Luge
| Atleta         | Evento               | Final      | Final      | Final      | Final      | Final    | Final |
| Atleta         | Evento               | 1ª corrida | 2ª corrida | 3ª corrida | 4ª corrida | Total    | Pos.  |
| -------------- | -------------------- | ---------- | ---------- | ---------- | ---------- | -------- | ----- |
| Bogdan Macovei | Individual masculino | 55.681     | 55.101     | 54.005     | 53.599     | 3:38.386 | 30    |

Legenda
| Recorde mundial      | Recorde mundial (World record)               |                       | Recorde africano                      | Recorde africano (African) |                                           | Q | Classificado por posição (Qualified) |
| Recorde olímpico     | Recorde olímpico (Olympic record)            | Recorde da América    | Recorde da América (Americas)         | q                          | Classificado por melhor tempo (Qualified) |   |                                      |
| Melhor marca do ano  | Melhor marca do ano (World leading)          | Recorde asiático      | Recorde asiático (Asian)              | DNS                        | Não largou (Did not start)                |   |                                      |
| Recorde nacional     | Recorde nacional (National record)           | Recorde europeu       | Recorde europeu (European)            | DNF                        | Não terminou (Did not finish)             |   |                                      |
| Recorde pessoal      | Recorde pessoal do atleta (Personal best)    | Recorde da Oceania    | Recorde da Oceania (Oceania)          | DSQ / DQ                   | Desclassificado (Disqualified)            |   |                                      |
| Recorde da temporada | Recorde da temporada do atleta (Season best) | Recorde sul-americano | Recorde sul-americano (South America) | NM                         | Sem marca (No mark)                       |   |                                      |